# Juicy Lucy (gruppo musicale)
I Juicy Lucy sono  stati un gruppo musicale rock fondato nel 1969 nel Regno Unito, attivo fino al 2018.

## Storia
Ray Owen (voce), Glenn Ross Campbell (chitarrista, ex The Misunderstood) e Chris Mercer (sax e pianista, ex John Mayall) formarono i Juicy Lucy nel 1969, riunendosi ad un amico e compagno di Chris, il chitarrista Neil Hubbard.
Pubblicarono il loro primo album, intitolato con il nome del gruppo Juicy Lucy; il disco conteneva una versione del brano di Bo Diddley Who Do You Love? (cover già rifatta da molti altri gruppi, come ad es. dai Quicksilver Messenger Service), con l'aiuto di altri musicisti, come Loughty Amao  alle percussioni, (ex Osibisa), Bodo Schopf (percussionista), Remi Kabaka (percussionista).
Alcuni membri della band apparvero anche nel rock movie Supershow del 1969 diretto da John Crome.
Dopo pochi mesi, la prima voce Ray Owen lasciò la band, e fu sostituito da Paul Williams. 
Ma i cambiamenti non finirono nel gruppo. Il batterista Pete Dobson e Neil Hubbard lasciarono, e per un breve periodo, come rimpiazzo venne assunto uno strepitoso tastierista: Tommy Eyre. Ma anche Eyre lasciò presto, ma fu rimpiazzato da un altro grande musicista, l'eclettico chitarrista Micky Moody.
Nel giugno 1970, questa formazione registrò il loro secondo album, Lie Back and Enjoy It.
La band fu scelta dalla rivista Record Mirror grazie ad una votazione del pubblico come la band più promettente dell'anno, posizionandosi in classifica davanti a Elton John, Led Zeppelin, David Bowie e Black Sabbath.
Ma altri cambiamenti nella formazione erano in vista per l'incisione del loro terzo album, Get a whiff of this, dopo questo disco anche il chitarrista Glenn Ross Campbell lasciò.
Intorno al luglio 1971, Chris Mercer lasciò la band che fece uscire una raccolta Who Do You Love: The Best of Juicy Lucy che conteneva alcuni degli ultimi brani inediti; in seguito il gruppo decise di continuare anche senza alcun membro originale con una nuova formazione incidendo nuovi lavori.
Nel 1972 uscì Pieces ma il gruppo, che era in un periodo turbolento, aveva subito la defezione del cantante Paul William e Moody, che guidava la band, premeva per ingaggiare Frankie Miller; quando il management pose il suo veto, Moody sciolse il gruppo per riformarlo sotto il nome di Snafu con un altro contratto procurato dal cantante Bobby Harrison, come gruppo spalla di Joe Cocker.
Si sono riuniti nel 1996, con Micky Moody a dirigere la band con una formazione  sempre senza Chris Mercer che era l'unico ad essere stato sempre presente nel periodo originale.
La loro canzone Who Do You Love? è presente nel gioco Shellshock: Nam '67 come canzone nel menù.

## Formazione

### Ultima
- Ray Owen, voce (1969;2010-2018)
- Micky Moody – chitarra (1970-1973; 2004-2018)
- Bernie Marsden – chitarra (2004-2018)
- Andy Pyle – basso (1972-1973;2004-2018)
- Jean Roussel – tastiere (1972-1973;2004-2018)
- Ron Berg – batteria (1972-1973;2004-2018)

### Altri membri
- Paul Williams - voce
- Glenn Ross Campbell - chitarra solista
- Neil Hubbard – chitarra
- Keith Ellis - basso
- Chris Mercer – sassofono
- Tommy Eyre – tastiere
- Bodo Schopf - batteria
- Rod Coombes - batteria
- Pete Dobson - batteria
- Jim Leverton – basso

## Discografia
- 1969 – Juicy Lucy
- 1970 – Lie Back and Enjoy It
- 1971 – Get a Whiff of This
- 1972 – Pieces
- 1994 – Who Do You Love - The Best of Juicy Lucy
- 1998 – Blue Thunder
- 1999 – Here She Comes Again
- 2006 – Do That and You'll Lose It